# Ionuț Nedelcearu
Ionuț Nedelcearu (n. 25 aprilie 1996, București, România) este un fotbalist român, care joacă pe post de fundaș la FC Akron Tolyatti⁠(d) în Prima Ligă Rusă. Pe plan internațional, are prezențe la națională pentru România Sub-21, România și România Sub-17.

## Carieră

### Dinamo București
Ionuț Nedelcearu și-a făcut junioratul la Dinamo București, echipă la care s-a înscris la vârsta de 7 ani. A debutat pentru Dinamo pe data de 31 octombrie 2013, într-un meci de Cupa României, terminat cu scorul de 5-0 împotriva celor de la Chindia Târgoviște. Tot la Dinamo a debutat în Liga I, pe data de 13 decembrie 2013, evoluând 10 minute într-un meci din etapa a XVIII-a a Ligii I, împotriva celor de la Poli Timișoara. Următorul sezon a evoluat 13 meciuri în tricoul alb-roșu, iar în sezonul 2015-2016 a evoluat 21 de meciuri pentru Dinamo. Sub comanda lui Mircea Rednic, acesta a devenit  un jucător de bază al grupării dinamoviste. În același sezon înscrie și primul său gol pentru Dinamo, într-un meci din șaisprezecimile Cupei României jucat împotriva celor de la Pandurii Târgu Jiu, terminat cu scorul de 2-3 în favoarea dinamoviștilor. Tot în acel meci Nedelcearu înscrie și un auto-gol. Al doilea său gol pentru Dinamo a fost pe data de 28 noiembrie 2016, împotriva rivalei echipei dinamoviste, Steaua București.
Primul trofeu câștigat cu Dinamo a fost Cupa Ligii în sezonul 2016-2017.
În luna octombrie a anului 2017, Ionuț Nedelcearu a ajuns la 100 de meciuri jucate pentru Dinamo București în toate competițiile.

## Palmares
Dinamo București
- Cupa Ligii (1): 2016-2017